# Andrej Šali
Andrej Šali, slovenski računski in strukturni biolog ter akademik, * 16. april 1964, Kranj.
Leta 1987 je diplomiral iz kemije na Fakulteti za kemijo in kemijsko tehnologijo v Ljubljani pod mentorstvom Vita Turka. Šolanje je nadaljeval na Univerzi v Londonu, kjer je leta 1991 doktoriral na kolidžu Birkbeck pod mentorstvom biokemika Toma Blundella. Po doktoratu je odšel na podoktorsko usposabljanje na Univerzo Harvard v Združenih državah Amerike, nato pa je leta 1995 postal docent na Univerzi Rockefeller.
Posveča se razvoju in uporabi računskih metod za modeliranje zgradbe beljakovin in njihovih skupkov ter sklepanje o njihovih funkcijah. Je avtor oz. soavtor več kot 370 znanstvenih člankov in eden od najbolj citiranih slovenskih znanstvenikov, edini Slovenec, ki se je uvrstil med odstotek najbolj citiranih znanstvenikov na svojem področju po lestvici podjetja Thomson Reuters iz leta 2016. Od leta 2003 je profesor računske biologije na Oddelku za bioinženirstvo in terapevtske znanosti Univerze Kalifornije v San Franciscu, vzporedno pa deluje v domovini kot raziskovalec na Institutu "Jožef Stefan". Je tudi soustanovitelj in član svetovalnih odborov več biotehnoloških podjetij ter urednik znanstvene revije Structure, ki izhaja pri založbi Cell Press.
Kot raziskovalec v tujini aktivno vzdržuje stike z domovino, za kar je bil leta 2007 imenovan za ambasadorja Republike Slovenije v znanosti. Kot priznanje za dosežke na področju biofizike in strukturne biologije je bil leta 2018 izvoljen za člana Nacionalne akademije znanosti ZDA.